# Imitations
Imitations (с англ. — «Имитации») — восьмой сольный альбом американского рок-музыканта Марка Ланегана, изданный в 2013 году.

## Информация об альбоме
Imitations стал первым диском Ланегана на лейбле Vagrant Records и его вторым альбомом, состоящим полностью из кавер-версий. Скромное название пластинки происходит от одноимённой книги стихов Роберта Лоуэлл, одного из любимых поэтов Марка. Вспоминая ушедшее детство и ища новый источник вдохновения, музыкант стал слушать хиты, которыми в своё время наслаждались его родители. «Когда я был ребёнком, в конце 60-х — начале 70-х, мои родители и их друзья проигрывали записи Энди Уильямса, Дина Мартина, Фрэнка Синатры и Перри Комо — музыка [звучала] в струнной аранжировке и мужчины пели песни, в которых слышалась печаль, была она на самом деле или нет»
В Imitations вошли песни соратника Ланегана — Грега Дулли («Deepest Shade»), его нового друга — «единственного и неповторимого» Ника Кейва («Brompton Oratory»), начинающей исполнительницы Челси Вулф («Flatlands»). Среди примечательных моментов сразу три песни, исполняемые Энди Уильямсом («Solitare», «Lonely Street», «Autumn Leaves») — одним из величайших певцов всех времён, по мнению Марка Ланегана — а также «Pretty Colors» и «You Only Live Twice» — песни из репуртуара Фрэнка Синатры и его дочери Нэнси, соответственно. Первые выступления Марка с новыми песнями состоялись в июле на музыкальных фестивалях в Испании, Франции, Италии, Швейцарии, Бельгии, Великобритании и Ирландии — за ними последуют гастроли по Северной Америке.

## Список композиций
| #   | Название                | Продолжительность | Автор(ы)                                  |
| --- | ----------------------- | ----------------- | ----------------------------------------- |
| 1.  | Flatlands               | 3:58              | Челси Вулф                                |
| 2.  | She’s Gone              | 2:09              | Холл и Оутс                               |
| 3.  | Deepest Shade           | 4:04              | Грег Дулли                                |
| 4.  | You Only Live Twice     | 3:06              | Лесли Брикасс                             |
| 5.  | Pretty Colors           | 2:43              | Аль Горгони, Чип Тейлор                   |
| 6.  | Brompton Oratory        | 4:15              | Ник Кейв                                  |
| 7.  | Solitare                | 4:55              | Нил Седака, Фил Коди                      |
| 8.  | Mack the Knife          | 3:08              | Курт Вайль, Бертольд Брехт                |
| 9.  | I’m Not the Loving Kind | 3:08              | Джон Кейл                                 |
| 10. | Lonely Street           | 2:51              | Карл Белью, Кенни Соудер, В. С. Стевенсон |
| 11. | Elégie Funèbre          | 3:33              | Жерар Марсе                               |
| 12. | Autumn Leaves           | 3:32              | Жозеф Косма, Жак Превер                   |

## Участники записи
- Марк Ланеган — вокал
- Джек Филдэр — акустическая гитара, электрогитара
- Марк Хойт — акустическая гитара, бас-гитара
- Ален Йоханнес — акустическая гитара, меллотрон
- Майк Джонсон — акустическая гитара, электрогитара
- Дрю Чёрч — бас-гитара
- Барретт Мартин — ударные, перкуссия, бубен, вибрафон
- Билл Рифлин — ударные, перкуссия, меллотрон, фисгармония
- Дафф МакКаган — бас-гитара
- Марк Пикерел — ударные
- Ребекка Филис — виолончель
- Эндрю Джослин — виола, скрипка
- Эрик Паджет — труба
- Джейсон Стачек — синклавир
- Билли Стоуэр — фортепиано
- Том Йодэр — тромбон